# Kloster Herz Jesu (Mindelheim)

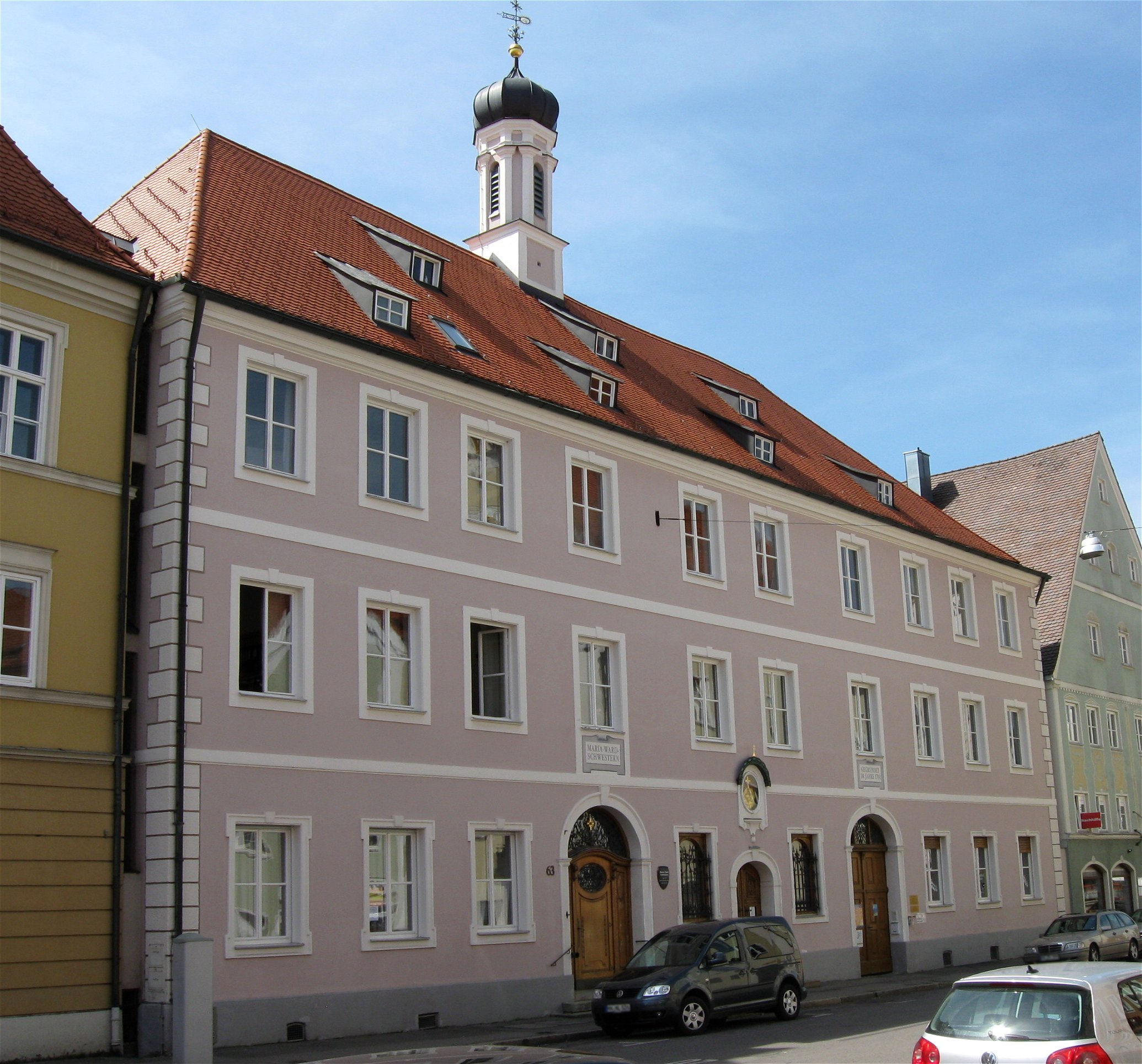
Kloster Herz Jesu

Das Kloster Herz Jesu ist ein Institut der Englischen Fräulein in Mindelheim in Bayern in der Diözese Augsburg.
Das Kloster wurde 1701 durch Herzog Max Philipp von Bayern und seine Gattin Mauritia Febronia gegründet und widmete sich der Mädchenerziehung. Bald entstand zur Schule für Mädchen auch ein angeschlossenes Internat.
Die heutige Maria-Ward-Realschule Mindelheim ist eine staatlich anerkannte Realschule für Mädchen. Sie wurde am 1. Januar 1997 von den Schwestern dem Schulwerk der Diözese Augsburg übergeben. Tagesheim und Internat werden weiterhin von den Maria-Ward-Schwestern getragen.